# Oosterhof (havezate)
Oosterhof is een kasteel en havezate ten oosten van de Nederlandse stad Rijssen, provincie Overijssel. Het kasteel is begin 16e eeuw gebouwd en werd in de 18e eeuw ingrijpend verbouwd. Na een restauratie in 1966-1967 kwam het in gebruik als onderwijsinstelling en vanaf 1988 als museum. Het hoofdgebouw, het park en de tuinmuur zijn aangewezen als rijksmonumenten. 

## Geschiedenis
De oudste vermelding dateert uit 1324. Oosterhof was verbonden aan het klooster Sint Mauritius in Münster en was een tinsgoed, waarbij jaarlijks een tijns moest worden afgedragen aan het klooster. In 1413 was Egbert van Heeckeren, heer van Almelo, in bezit van de Oosterhof. Het goed Oosterhof werd door hem weer in leen uitgegeven, namelijk aan de eigenaren van het huis Grimberg.

### Van Langen
De band tussen huis Grimberg en het goed de Oosterhof zou blijven bestaan tot 1475. In dat jaar droegen Otto van den Rutenberg en zijn vrouw Maria van Twickelo – die kort daarvoor de Grimberg hadden gekocht – de Oosterhof over aan Johan ten Bussche en diens echtgenote Mechteld van Langen. Hierna kwam de Oosterhof aan hun zoon Barthold ten Bussche, getrouwd met Fye van Langen. Barthold zou van 1504 tot 1518 als riddermatige verschijnen op de landdagen van de Staten van Overijssel.
Het is aannemelijk dat Barthold en Fye de havezate hebben gebouwd, want in 1521 verkochten zij aan Bruin van Langen het goed Oosterhof inclusief een woonhuis dat volgens de akte door hen zelf was 'ghetymmert'.
In 1553 erfde Roelof, de oudste zoon van Bruin van Langen, de Oosterhof. Roelof was overigens al eerder, namelijk sinds 1545, toegelaten tot de Statenvergaderingen. Roelof stierf in 1575 en liet de Oosterhof na aan zijn zoon Berend, die echter al snel overleed waardoor de havezate bij Berends jongere broer Gerhard terechtkwam. Gerhard trouwde in 1599 met Steventje van Voorst en legde toen meteen vast dat zij het vruchtgebruik zou krijgen van de Oosterhof in geval Gerhard eerder zou komen te overlijden. Het stel kreeg drie kinderen: Bernhardina, Hermina en Johanna. Gerhard moet nog vóór 1614 zijn gestorven, want in dat jaar hertrouwde Steventje met Johan Schaep.

### Van Ittersum
In 1630 werd de erfenis van Gerhard van Langen en Steventje van Voorst verdeeld en de Oosterhof kwam in bezit van dochter Bernhardina. Zij trouwde een jaar later met Ernst van Ittersum (†1681) en bracht zo de havezate in de familie Van Ittersum. Het stel kreeg een zoon, die net als zijn vader ook Ernst van Ittersum (1632-1672) heette. Bernhardina overleed in 1637 aan de pest, waarna weduwnaar Ernst in 1643 hertrouwde en in 1652 de havezate liet verbouwen. Zoon Ernst zou zijn vader opvolgen als eigenaar van de Oosterhof, maar hij overleed in 1672 in Amsterdam, waar hij in ballingschap verbleef vanwege de inval van Keulse en Münsterse troepen in Overijssel. Hij liet zijn vrouw Ida van Ittersum (1647-1728) en drie kinderen na, waaronder de nog minderjarige Ernst Hendrik (1669-1733). De Oosterhof bleef tot 1681 in bezit van Ernst van Ittersum senior.
Ernst Hendrik van Ittersum werd in 1696 lid van de Overijsselse ridderschap. Hij kreeg in 1699 een benoeming als kapitein in de garde van koning-stadhouder Willem III. Hij zou zijn hele leven de Oranjes blijven steunen en proberen hen weer als stadhouders aan de macht te brengen, maar hij had hierin geen succes. In 1733 overleed Ernst Hendrik op de Oosterhof.

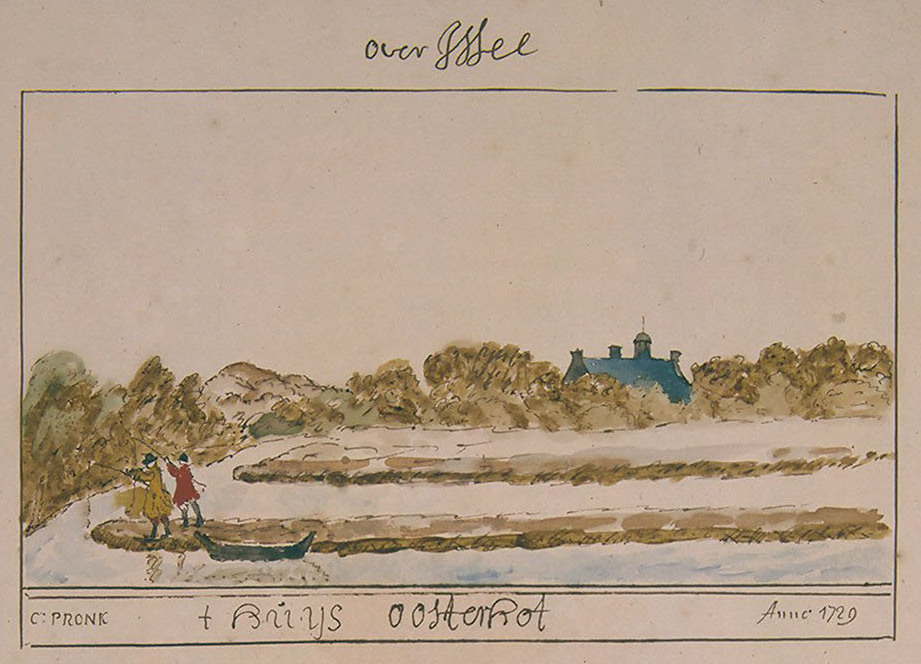
Oosterhof in 1728, getekend door Andries Schoemaker

Zoon Willem (1707-1779) trouwde in 1733 met Margaretha Isabella van der Capellen van Appeltern. Nadat twee jaar later de boedel van Ernst Hendrik was verdeeld en Willem als enige zoon de Oosterhof in bezit had gekregen, ging het echtpaar over tot een grondige verbouwing van de havezate. Willem werd in 1741 vanwege de Oosterhof toegelaten tot de ridderschap. Hij zou hierna nog diverse politieke functies uitoefenen. In 1779 overleed hij op de Oosterhof.
Bij de boedelverdeling van 1779 kreeg zoon Frederik Alexander van Ittersum (1737-1783) de Oosterhof. Hij moest de overige erfgenamen nog wel uitboedelen omdat hij een onevenredig groot deel had geërfd. Toen hij in 1783 overleed kwamen de financiële lasten van de uitboedeling terecht bij zijn weduwe, die de kosten echter niet goed kon opbrengen. Daardoor verkocht zij in 1793 de Oosterhof aan haar schoonzus Elisabeth Jacoba van Ittersum. 
Elisabeth overleed in 1811 op de havezate. Haar erfenis zorgde voor problemen binnen de familie. Sommigen wilden de havezate verkopen om zo de legaten en schulden te kunnen afbetalen, anderen wilden de havezate juist behouden omdat het een oud familiebezit was. De erfgenamen voerden onderling processen tegen elkaar over de toekomst van de Oosterhof. Een rechtbankuitspraak zorgde ervoor dat Oosterhof in 1820 publiekelijk werd verkocht, waarbij Ernst Hendrik van Ittersum (1780-1848) - een zoon van de 1783 overleden Frederik Alexander - de nieuwe eigenaar werd. Hiermee bleef de havezate alsnog binnen de familie. 

### Coenen
Ernst Hendrik van Ittersum kreeg vier kinderen, waarvan er twee op jonge leeftijd overleden. Zijn dochter Louise huwde in 1855 jonkheer Hendrikus Coenen, zoon Frederik Alexander trouwde in 1863 met Maria van Lutsenburg. Frederik Alexander erfde de havezate, maar overleed kinderloos in 1900, waarna de Oosterhof vererfde naar Frederik Alexander Coenen (1861-1937), de zoon van Louise en Hendrikus. 
Frederik Alexander Coenen ging met zijn echtgenote Johanna Philippina Wilhelmina Arendina van der Borch tot Verwolde op de havezate Oosterhof wonen. Tot dan toe was de Oosterhof vooral gebruikt als zomerverblijf, maar nu werd het de vaste woonplaats van het gezin Coenen. Het stel kreeg vier kinderen. Na het overlijden van Frederik Alexander in 1937 verhuisden de weduwe en de kinderen echter naar andere delen van Nederland en dat leidde voor de Oosterhof een periode in van verval. Het huis had overigens al flink te lijden gehad van de kanalisatie van de Regge in 1930: de grachten kwamen in de zomer nu dikwijls droog te staan, hetgeen de houten funderingspalen aantastte.

### Restauratie en nieuwe bestemming
In 1960 verkocht de weduwe Coenen de havezate aan de gemeente Rijssen. In de jaren 1966-1967 volgde een restauratie, waarna er een opleidingsinstituut voor kraamverzorging in werd gevestigd. Van de twee bouwhuizen was er één overgebleven en na een restauratie in 1969 werd dat bouwhuis in gebruik genomen als slaapaccommodatie. In 1988 zette de gemeente de havezate te koop, maar dat leverde niets op. Hierna werd de Oosterhof verhuurd aan de Oudheidkamer Riessen om er het Rijssens Museum in onder te brengen.

## Beschrijving
Het huidige havezatecomplex heeft een vierkante vorm en is geheel omgracht. In de zuidoosthoek staan het hoofdgebouw en de bijgebouwen. Nog vóór 1825 is een deel van de binnengracht gedempt en is er een vijver gegraven. De rest van het complex bestaat uit een park met een 19e-eeuws wandelbos en een voormalige moestuin met tuinmuur. De oprijlaan begint bij de Enterstraat en kent een flauwe bocht, maar loopt vanaf de Oosterhofweg in een rechte lijn naar de havezate toe. Rondom de havezate liggen weilanden en bospercelen. 

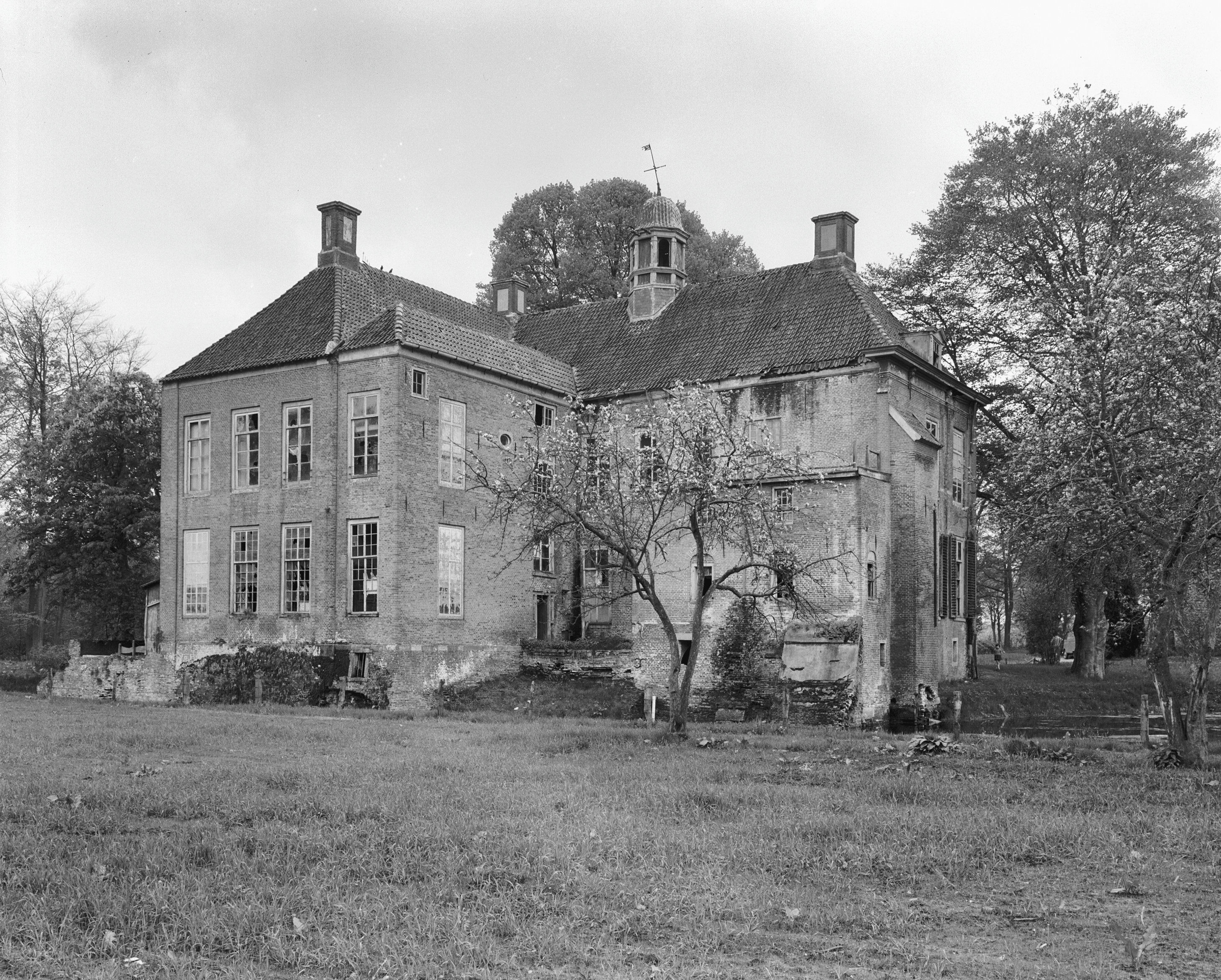
De vervallen Oosterhof in mei 1963

Het hoofdgebouw, park en tuinmuur zijn aangewezen als rijksmonumenten.

### Hoofdgebouw
Het hoofdgebouw van Oosterhof dateert uit het eerste kwart van de 16e eeuw. Midden 17e eeuw zijn aan de achterzijde twee kleine vleugels toegevoegd. Van 1735 tot 1737 werd de Oosterhof ingrijpend verbouwd, waarbij de gevels een symmetrische indeling kregen en vooral de voorgevel een ander aanzien kreeg.
Bij de ingrijpende restauratie van 1966-1967 is de kleine vleugel aan de achterzijde afgebroken, waardoor de Oosterhof tegenwoordig een L-vorm heeft. Ook het interieur is toen aangepast: zo werd de hal vergroot en werden twee kamers op de bel-etage samengevoegd.
Het huidige gebouw telt twee bouwlagen onder een schilddak. Op het dak staat een achthoekig torentje met een windvaan die het wapen van de familie Van Ittersum draagt. Het gebouw is deels onderkelderd. De voorgevel telt zeven traveeën met de ingang in de middenrisaliet. De achtervleugel wordt afgedekt door twee schilddaken van verschillende hoogte en breedte.   

### Bouwhuizen
Bij het kasteel staan twee bouwhuizen, waarvan het westelijke huis volledige nieuwbouw uit 2002 betreft. 
Het oostelijke bouwhuis dateert oorspronkelijk uit 1652, maar werd in 1737 vervangen door nieuwbouw. In 1964 werd het vervallen geraakte bouwhuis afgebroken. Vijf jaar later werd het volledig nieuw opgebouwd, waarbij de jaartalstenen uit 1652 en 1737 in de gevel zijn gemetseld. 

### Rechten
De Oosterhof was niet alleen een havezate met bijbehorende rechten, maar ook rustte er het collatierecht op voor de Rijssense predikant, koster en onderwijzer. In de kerk van Rijssen waren drie banken gereserveerd voor de eigenaren van de Oosterhof. Het landgoed omvatte diverse erven en katersteden en er was een aandeel in de Oude Molen, een korenmolen in Rijssen.
Den Aalshorst · Den Alerdinck · Huis Almelo · Arkelstein · Averbergen · Azoelen · Backenhagen · Bellinckhof · Den Berg · Huis Bergentheim · Beugelskamp · Beverfeurde · Blankena · Hof te Boekelo · Borgbeuningen · Havezate Boskamp · Boxbergen · Havezate Brecklenkamp · Bredenhorst · Buckhorst · Campherbeek · Colckhof · Den Dam · Huis Diepenheim · Dingshof · Dubbelink · Kasteel Eerde · Egede · Havezate Elsen · Everlo · Landgoed Frieswijk · Glinthuis · Huis Gramsbergen · Grimberg · Grotenhuis · De Haere · Haerst · Hagmeule · Slot Hardenberg · Huis Heeckeren · Huis Hengelo · Herxen · Hofstede · Hogenhof · Hondeborg · Katenhorst · Kevelham · Kranenburg · De Kuile · Het Laar · Leemcule · Luttenberg · Mataram · Mennigjeshave · Nijenhuis (Diepenheim) · Nijenhuis (Olst-Wijhe) · Oldemeule · Olidam · Oosterhof · Huis te Ootmarsum · Den Ordel · Pekkedam · Pothof · Rande · Kasteel Rechteren · Het Reelaer · Rhaan · Rutenberg · Huis Saasveld · Havezate Schoonheten · Havezate Schuilenburg · Singraven · Stoevelaar · Kasteel Toutenburg · Twickel · Vechterweerd · Venebrugge · Kasteel Voorst · Warmelo · Wegdam · Weldam · Weleveld · Huis Werkeren · Westerflier · Wittenstein · Zuthem
Huis Almelo · Backenhagen · Bellinckhof · Beugelskamp · Beverfeurde · Hof te Boekelo · Borgbeuningen · Brecklenkamp · Huis Diepenheim · Dubbelink · Eeshof · Elsen · Everlo · Eversberg · Grimberg · Grotenhuis · Hagmeule · Heeckeren · Huis Hengelo · Herinckhave · Hoikink · Kevelham · Nijenhuis · Noorddeurningen · Oldemeule · Oldenhof · Olidam · Oosterhof · Huis te Ootmarsum · Pekkedam · Huis Saasveld · Scherpenzeel · Singraven · Stoevelaar · Twickel · Warmelo · Weemselo · Wegdam · Weldam · Weleveld · Westerflier · Woeste